# Religioni a Malta
Il cristianesimo è la religione più diffusa a Malta. Dopo il 2005 il censimento non ha più chiesto l'appartenenza religiosa, per cui vi sono varie stime sulla consistenza dei gruppi religiosi. Secondo una statistica del 2010, i cristiani rappresentano circa il 97,3% della popolazione; l'1% della popolazione segue l'islam, lo 0,2% circa della popolazione segue altre religioni e l'1,5% della popolazione non segue alcuna religione. Una stima del Pew Research Center dello stesso anno dà i cristiani al 97% della popolazione e coloro che seguono altre religioni allo 0,5%, mentre il 2,5% della popolazione non seguirebbe alcuna religione. Secondo un'indagine del 2018, i cristiani sono il 95,2% della popolazione, mentre lo 0,9% della popolazione segue altre religioni e il 3,9% della popolazione non segue alcuna religione. Una stima dell'Association of Religion Data Archives (ARDA) riferita al 2020 dà i cristiani al 96% circa della popolazione, i musulmani al 2% circa della popolazione e coloro che seguono altre religioni allo 0,1% circa della popolazione, mentre l'1,9% circa della popolazione non segue alcuna religione.

## Religioni presenti

### Cristianesimo
I cattolici sono la maggioranza dei cristiani maltesi. Secondo la citata indagine del 2018, il 93,9% della popolazione si riconosce nella confessione cattolica, mentre l'1,3% della popolazione aderisce ad altre forme del cristianesimo. Secondo la stima dell'ARDA del 2020, i cattolici rappresentano circa l'88,3% della popolazione (di rito latino, e in minoranza di rito bizantino); altri cristiani di più recente arrivo con le recenti migrazioni sono gli ortodossi, circa l'1% della popolazione, e i protestanti, solo lo 0,3% della popolazione, mentre altre minoranze cristiane rappresentano circa il 6,4% della popolazione.
La Chiesa cattolica è presente a Malta con una sede metropolitana (l'arcidiocesi di Malta) e una diocesi suffraganea (la diocesi di Gozo). 
Gli ortodossi sono presenti con la Chiesa greco-ortodossa, la Chiesa ortodossa russa, la Chiesa ortodossa bulgara, la Chiesa ortodossa rumena e la Chiesa ortodossa serba. È inoltre presente la Chiesa ortodossa copta.
Fra i protestanti maltesi, il gruppo più numeroso è rappresentato dagli anglicani; sono inoltre presenti metodisti, presbiteriani, luterani, battisti, avventisti del settimo giorno, pentecostali e altri gruppi evangelicali.
Fra i cristiani di altre denominazioni vi sono i Testimoni di Geova e la Chiesa di Gesù Cristo dei Santi degli Ultimi Giorni (i Mormoni).

### Altre religioni
Fra le religioni non cristiane, il gruppo più numeroso è rappresentato dai musulmani; vi sono inoltre piccoli gruppi di seguaci del bahaismo, dell'ebraismo, dell'induismo e del buddhismo.